# Caso Terry contra Ohio
El Caso Terry contra Ohio, 392 U.S. 1 (1968), fue un litigio ante la Corte Suprema de Estados Unidos que falló que la prohibición de búsqueda no razonable establecida en la Cuarta Enmienda no se violaba cuando un oficial de policía detiene a un sospechoso en la calle y le realiza un registro de su persona sin una causa probable.
Debido al importante interés en la protección de la seguridad de un oficial de policía, la Corte sostuvo que la policía tenía la facultad de detener a una persona y realizar una rápida inspección superficial de su vestimenta con el objetivo de buscar armas. Esto está permitido si el oficial tiene una sospecha razonable de que un crimen tuvo o va a tener lugar, y la persona detenida está armada y es peligrosa. Esta sospecha razonable debe estar basada en hechos específicos y no solamente en una corazonada del oficial. Esta acción permitida a la policía ha sido, en consecuencia de este caso, referida como “detención y pesquisa de Terry” "Terry stop and frisk", o simplemente “detención Terry”. El estándar Terry fue luego extendido para las detenciones temporales de personas en vehículos, conocida como “detención de tráfico” (traffic stops).
El raciocinio detrás de la decisión de la Corte Suprema discurría sobre la base, como la opinión señala, “la regla excluyente tiene sus limitaciones” ("the exclusionary rule has its limitations"). El significado de la regla es para proteger a las personas de búsquedas no razonables que apuntan a buscar evidencia, no a búsquedas por otros propósitos (como la prevención de un crimen o la protección de un oficial de policía)

## El Caso
El 31 de octubre de 1963, un detective de policía de Cleveland llamado Martin McFadden vio a dos hombres, John W. Terry y Richard Chilton, parados en una esquina con apariencia sospechosa. Uno caminaba hasta una ventana de una tienda comercial, miraba a través de ella, y luego volvía caminando hacia el otro y conversaban por un corto periodo de tiempo. Esto se repitió alrededor de una docena de veces, y el policía creyó que ellos estaban preparándose para asaltar la tienda. El oficial se acercó a ambos, se identificó como un oficial de policía y les pregunto sus nombres. McFadden al oír sus respuestas, estas le parecieron sospechosas, por lo que los hizo tenderse en el suelo y revisó sus vestimentas, encontrando que ambos estaban armados. Les quitó sus pistolas y los arrestó por tenencia de armas en vía pública. Cuando el tribunal denegó su petición para no seguir con el juicio, Terry se declaró culpable y fue sentenciado a tres años de prisión.
La Corte de Apelaciones de Ohio afirmó la sentencia, y la Corte Suprema de Ohio rechazó al escuchar el caso, declarando que no había ninguna “cuestión constitucional substancial” envuelta. La Corte Suprema de EE. UU. aceptó la petición de escuchar el caso.